# PR-000608
PR-000608は、バノキセリンに関連した強力なドーパミン再取り込み阻害薬である。しかし、GBRクラスの薬物は、S-350に代表されるように、ジフェンヒドラミン（より具体的にはフルナミン）に由来し、特徴的なベンズヒドリルエーテル官能基を持つことが知られていた。一方、PR-000608は、構造的に異なるジフェニルブチルピペラジンクラスに属する薬物である（ジフェニルブチルピペリジンクラスに関連）。このクラスの他の薬物としてアンペロジド、リドフラジン、ジフルアナジン 、FG5865、FG-5893などがある。
PR-000608は、前臨床試験において中枢神経系のドーパミンの取り込みを阻害することが示されており、神経精神医学および心血管疾患への応用の可能性がある。
PR-000608のカルシウム拮抗剤としての特性は、心臓病の治療における強心剤として、あるいは脳血管拡張薬として有用である可能性がある。この薬物の代替用途としては、精神刺激薬中毒の治療、パーキンソン病を含む神経変性疾患（これらに限定されない）、抑うつの治療などがある。ドーパミンは食欲を調節するので、PR-000608はナルコレプシーの治療だけでなく、むちゃ食い障害（BED）の治療に使用できる可能性がある。